# Cristoforo Diana
Cristoforo Diana (San Vito al Tagliamento, 1553 – San Vito al Tagliamento, 1636) è stato un pittore italiano.

## Biografia
Figlio di un calzolaio, nacque nel 1553, come testimonia la sua prima opera nota, il Ritratto di Oristilla di Partistagno, firmato e datato 1573, con l'annotazione di essere stato composto a vent'anni. Si sposò tre volte, l'ultima volta nel 1615 con Giulia Fontanabona, parente di Lucia Fontanabona, moglie di Baldassarre Altan, un nobile e ricco friulano amante delle arti. Nessuno dei suoi quattro figli fu pittore. 
Non si sa chi fu il suo maestro di bottega, ma fu seguace di Pomponio Amalteo, che conobbe e frequentò, e il suo stile pittorico è vicino a quello dei conterranei Giuseppe Furnio e Giuseppe Moretto, con «limiti inventivi ed una pittura snervata, corsiva, priva di intensità. Il colore appare spesso debole e non sempre risultano attente le proporzioni delle figure e l'impaginazione dei dipinti».

## Opere
- Ritratto di Oristilla Partistagno, 1573, Buttrio, villa Toppo
- Crocifissione, San Vito al Tagliamento, numero civico 195;
- Sacra Famiglia, San Vito al Tagliamento;
- Gonfalone per la Scuola di san Tommaso, 1575, Portogruaro
- San Valentino, 1578, abbazia di Santa Maria in Silvis, Sesto al Reghena;
- Affreschi, 1587, parrocchiale di Settimo di Cinto Caomaggiore;
- Pala, 1587, San Stino, parrocchiale;
- Affreschi, 1590, San Giovanni di Casarsa, chiesa di S. Floriano;
- Gonfalone, 1591, parrocchiale di Prodolone;
- Pala, 1593, parrocchiale di Prodolone;
- San Martino e due santi, 1593, casa Colossi a San Vito al Tagliamento;
- Pala, 1594, parrocchiale di Giussago;
- Gonfalone, 1598, parrocchiale di Cordovado;
- alcune opere non specificate, 1611, parrocchiale di Meduno;
- Gonfalone per la scuola di S. Valentino, 1612, parrocchiale di Gleris;
- Santissima Trinità con santi, 1615, parrocchiale di Villanova della Cartera.